# Josef Seidl-Seitz
Josef Seidl-Seitz (* 2. März 1908; † 1. Dezember 1988 in München) war ein deutscher Maler.

## Leben
Josef Seidl-Seitz absolvierte 1922–1925 eine Schreinerlehre. 1933 wurde Josef Seidl-Seitz "als Sozialist" einige
Wochen in Gestapohaft genommen. Er studierte 1935–1937 auch mit finanzieller Unterstützung von Prof. Helmut Berve an der Akademie der Bildenden Künste München. 1944 wurde sein Atelier ausgebombt und alle seine Werke vernichtet. 1959 bekam er ein Stipendium an der Villa Massimo Rom. 1972 erhielt er für die Mitarbeit bei der künstlerischen Gestaltung der 800-Jahr-Feier von München den Seerosenpreis der Stadt München.

## Werk
Zu seinem Werk gehören Ölbilder (Landschaftsmalerei) und Holzschnitte.
Sonnenuntergang mit Möwe, Nachlass Karoline Wittmann
Viele Werke von Seidl-Seitz befinden sich in der Sammlung Gerhard Schneider, Solingen, Museum für verfemte Künstler.